# Africans’ Claims in South Africa
Africans’ Claims in South Africa (deutsch Forderungen der Afrikaner in Südafrika) ist der Titel eines Dokuments, das von einem Komitee aus 28 Mitgliedern und Sympathisanten des African National Congress (ANC) ausgearbeitet worden war und am 16. Dezember 1943 von der ANC-Jahresversammlung einstimmig angenommen wurde. Es entstand als Reaktion auf die zwei Jahre zuvor verabschiedete Atlantik-Charta, in welcher der damalige Präsident der Vereinigten Staaten Franklin D. Roosevelt und der britische Premierminister Winston Churchill die Ziele der Alliierten während des Zweiten Weltkriegs darlegten und ihre Vorstellungen von der Weltordnung nach dessen Ende formulierten. Die zentralen Punkte der Africans’ Claims waren die Forderungen nach dem allgemeinen Wahlrecht und nach einem Ende der Rassentrennung in Südafrika.

## Inhalte und Bedeutung
Der erste Abschnitt der Africans’ Claims widmet sich unter dem Titel „The Atlantic Charter and the Africans“ (Die Atlantik-Charta und die Afrikaner) der Bedeutung der Atlantik-Charta für die Afrikaner. So enthalten die zehn Punkte dieses Abschnitts einen Verweis darauf, dass der damalige südafrikanische Premierminister Jan Christiaan Smuts zu den Unterstützern der Charta zählte, und des Weiteren die Feststellung, dass die in der Atlantik-Charta in Aussicht gestellten Freiheiten nach Auffassung der Verfasser der Africans’ Claims auch für die Völker in Afrika gelten würden. Im zweiten Abschnitt, der unter dem Titel „The Atlantic Charter from the standpoint of African within the Union of South Africa“ (Die Atlantik-Charta aus der Sicht der Afrikaner in Südafrika) steht, sind Kommentare enthalten, welche die Position der Verfasser zu jedem der acht Punkte der Atlantik-Charta und deren Umsetzung in Afrika darlegen. Der unter der Überschrift „Bill of Rights. Full Citizen Rights and Demands“ (Gesetz der Rechte. Volle Bürgerrechte und Forderungen) stehende dritte Abschnitt enthält in Anlehnung an die amerikanische Bill of Rights Forderungen nach vollen Bürgerrechten für die afrikanischen Einwohner Südafrikas sowie Erläuterungen zur Bedeutung dieser Forderungen in den verschiedenen Lebensbereichen.
Das Dokument Africans’ Claims in South Africa zählt neben der zwölf Jahre später verabschiedeten Freiheitscharta zu den bedeutendsten programmatischen Schriften in der Geschichte des ANC. Die Verabschiedung der Erklärung war zum damaligen Zeitpunkt Ausdruck einer zunehmenden Politisierung des ANC, dessen Aktivitäten bis dahin vor allem öffentliche Reden, Petitionen und Appelle umfasst hatten. Diese hatten sich jedoch als praktisch wirkungslos erwiesen und darüber hinaus zu einer Schwächung der Organisation geführt. Neben der Bedeutung der Africans’ Claims für das Wirken des ANC ist das Dokument auch für die Entwicklung der Menschenrechte von Bedeutung. Die Erklärung erweiterte den Gültigkeitsanspruch der Menschenrechte über ihren europäisch-westlichen Ursprung hinaus und war damit, fünf Jahre vor Verabschiedung der Allgemeinen Erklärung der Menschenrechte durch die Vereinten Nationen, einer der ersten Versuche zu einer Universalisierung der Idee grundlegender und allgemeingültiger Menschen- und Bürgerrechte.